# Мартоноська сільська рада
Мартоно́ська сільська́ ра́да — адміністративно-територіальна одиниця та орган місцевого самоврядування в Новомиргородському районі Кіровоградської області. Адміністративний центр — село Мартоноша.

## Загальні відомості
- Територія ради: 80,03 км²
- Населення ради: 1644 особи (станом на 2001 рік)

## Населені пункти
Сільській раді підпорядковані населені пункти:
- с. Мартоноша
- с. Котівка

## Склад ради
Рада складається з 14 депутатів та голови.
- Голова ради: Єрьомко Василь Григорович
- Секретар ради: Булацел Надія Володимирівна

### Керівний склад попередніх скликань
| Прізвище, ім'я, по батькові | Основні відомості                                                                                  | Дата обрання | Дата звільнення |
| --------------------------- | -------------------------------------------------------------------------------------------------- | ------------ | --------------- |
| Єрьомко Василь Григорович   | Сільський голова, 1969 року народження, освіта вища, член Всеукраїнського об'єднання «Батьківщина» | 26.03.2006   | 31.10.2010      |
| Єрьомко Василь Григорович   | Сільський голова, 1969 року народження, освіта вища, член Всеукраїнського об'єднання «Батьківщина» | 31.10.2010   | 25.10.2015      |
| Єрьомко Василь Григорович   | Сільський голова, 1969 року народження, освіта вища, безпартійний                                  | 25.10.2015   |                 |

Примітка: таблиця складена за даними сайту Верховної Ради України та ЦВК

### Депутати VII скликання
За результатами місцевих виборів 2015 року депутатами ради стали:

#### За суб'єктами висування
| Суб'єкт висування | Кількість обраних депутатів | %      |
| ----------------- | --------------------------- | ------ |
| Самовисування     | 14                          | 100.00 |

#### За округами
| № округу | Прізвище, ім'я, по батькові      | Ким висунуто  | Дата нар.  | Освіта              | Партійна приналежність | Відомості                     |
| -------- | -------------------------------- | ------------- | ---------- | ------------------- | ---------------------- | ----------------------------- |
| 1        | Селівестренко Михайло Васильович | Самовисування | 26.07.1972 | професійно-технічна | безпартійний           | Інвалід пенсіонер             |
| 2        | Жанталай Василь Іванович         | Самовисування | 03.09.1954 | загальна середня    | безпартійний           | Пенсіонер                     |
| 3        | Дроздова Ольга Яківна            | Самовисування | 27.06.1958 | загальна середня    | безпартійна            | Пенсіонер                     |
| 4        | Язан Тетяна Анатоліївна          | Самовисування | 26.03.1966 | вища                | безпартійна            | СТОВ Степове, бухгалтер       |
| 5        | Бобейко Іван Митрофанович        | Самовисування | 25.06.1957 | загальна середня    | безпартійний           | Безробітній                   |
| 6        | Троцик Олександр Анатолійович    | Самовисування | 04.01.1972 | вища                | безпартійний           | Мартоноська ЗШ, вчитель       |
| 7        | Кушнірова Лариса Василівна       | Самовисування | 04.03.1969 | професійно-технічна | безпартійна            | ФАП, зав. ФАП                 |
| 8        | Друмашко Віктор Григорович       | Самовисування | 15.06.1972 | професійно-технічна | безпартійний           | Сільська рада, землевпорядник |
| 9        | Троцик Валентина Андріївна       | Самовисування | 18.09.1969 | загальна середня    | безпартійна            | Безробітна                    |
| 10       | Гержеван Тетяна Василівна        | Самовисування | 22.04.1970 | вища                | безпартійна            | ФАП, акушерка                 |
| 11       | Пістоль Галина Пилипівна         | Самовисування | 11.12.1964 | професійно-технічна | безпартійна            | Підприємець                   |
| 12       | Булацел Надія Володимирівна      | Самовисування | 27.04.1968 | вища                | безпартійна            | Сільська рада, секретар       |
| 13       | Доброван Наталя Володимирівна    | Самовисування | 25.06.1977 | вища                | безпартійна            | Сільська рада, гол.бухгалтер  |
| 14       | Бабаліч Іван Васильович          | Самовисування | 24.01.1955 | загальна середня    | безпартійний           | Пенсіонер                     |

## Населення
Згідно з переписом УРСР 1989 року чисельність наявного населення сільської ради становила 1942 особи, з яких 904 чоловіки та 1038 жінок.
За переписом населення України 2001 року в сільській раді мешкали 1642 особи.

### Мова
Розподіл населення за рідною мовою за даними перепису 2001 року:
| Мова       | Відсоток |
| ---------- | -------- |
| українська | 68,80 %  |
| молдовська | 29,81 %  |
| російська  | 1,40 %   |